# Bois de Vincennes

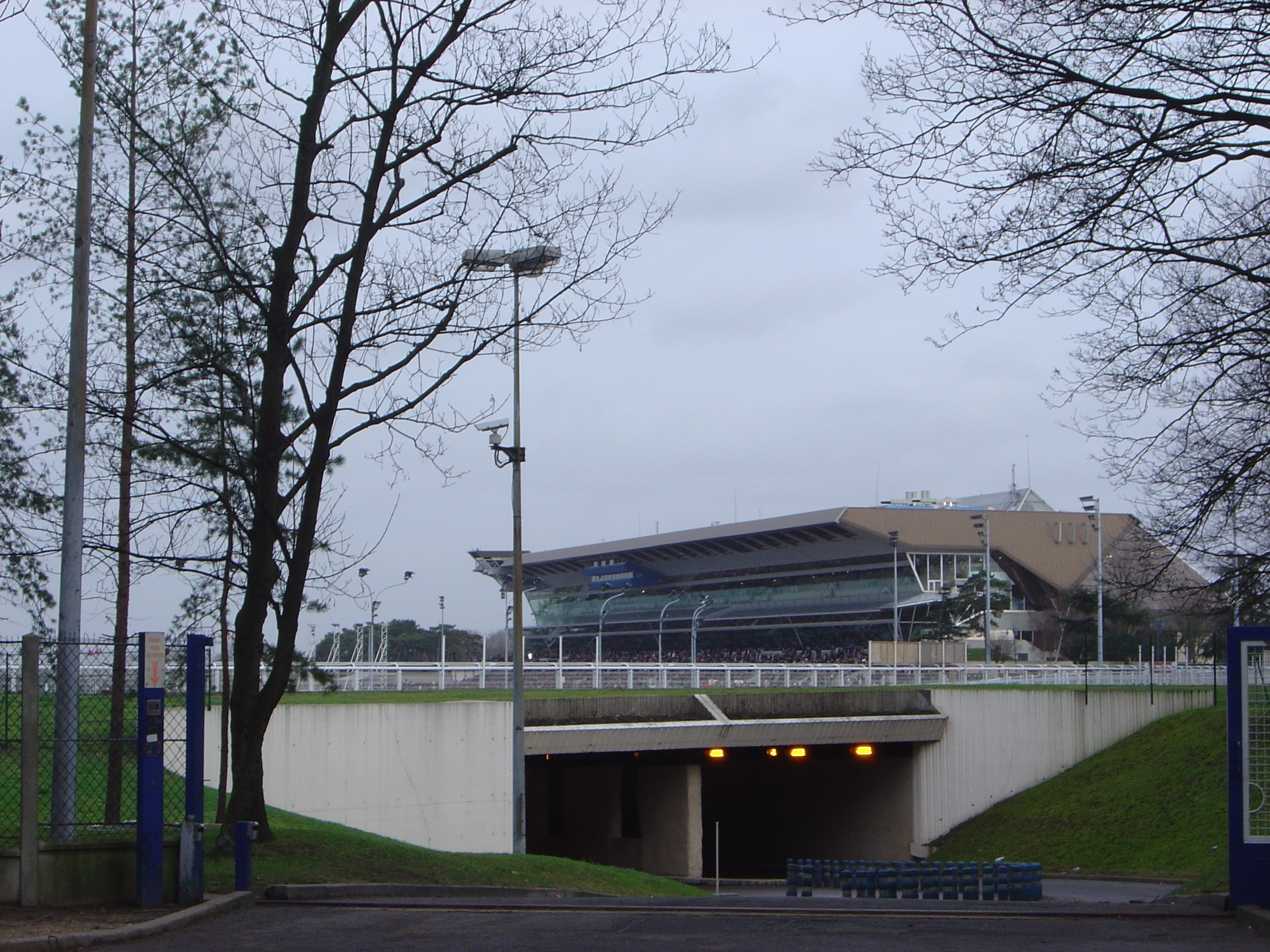
Ippodromo di Vincennes.

Il Bois de Vincennes (AFI: /bwa d(ə) vɛ̃ˈsɛn/) è un parco pubblico sito a est di Parigi. Il parco prende il nome della città di Vincennes nelle cui vicinanze è ubicato. È costruito come giardino all'inglese.
Il Bois de Vincennes è ubicato nel XII arrondissement.
Occupa un'area di 995 ettari, pari a 9,95 km², che significa tre volte più grande di Central Park a New York e sette volte l'estensione di Hyde Park a Londra. Si tratta della più estesa area verde parigina, di poco più grande dell’altro grande parco parigino situato ad ovest della capitale, il Bois de Boulogne, che si estende per 8,46 km².
L’estensione del Bois de Vincennes equivale pressappoco al 10% della superficie totale della città di Parigi, ed è grande all’incirca quanto l’insieme degli arrondissement del centro della capitale (dal I al VI).

## Storia
Esso era originariamente una riserva di caccia dei re di Francia e divenne un'area per esercitazioni militari dopo la Rivoluzione francese fino ad essere dichiarato parco pubblico da Napoleone III nel 1860.
Il Bois de Vincennes venne ufficialmente annesso alla città di Parigi nel 1929 e incorporato nel XII arrondissement.

## Descrizione

Bois de Vincennes

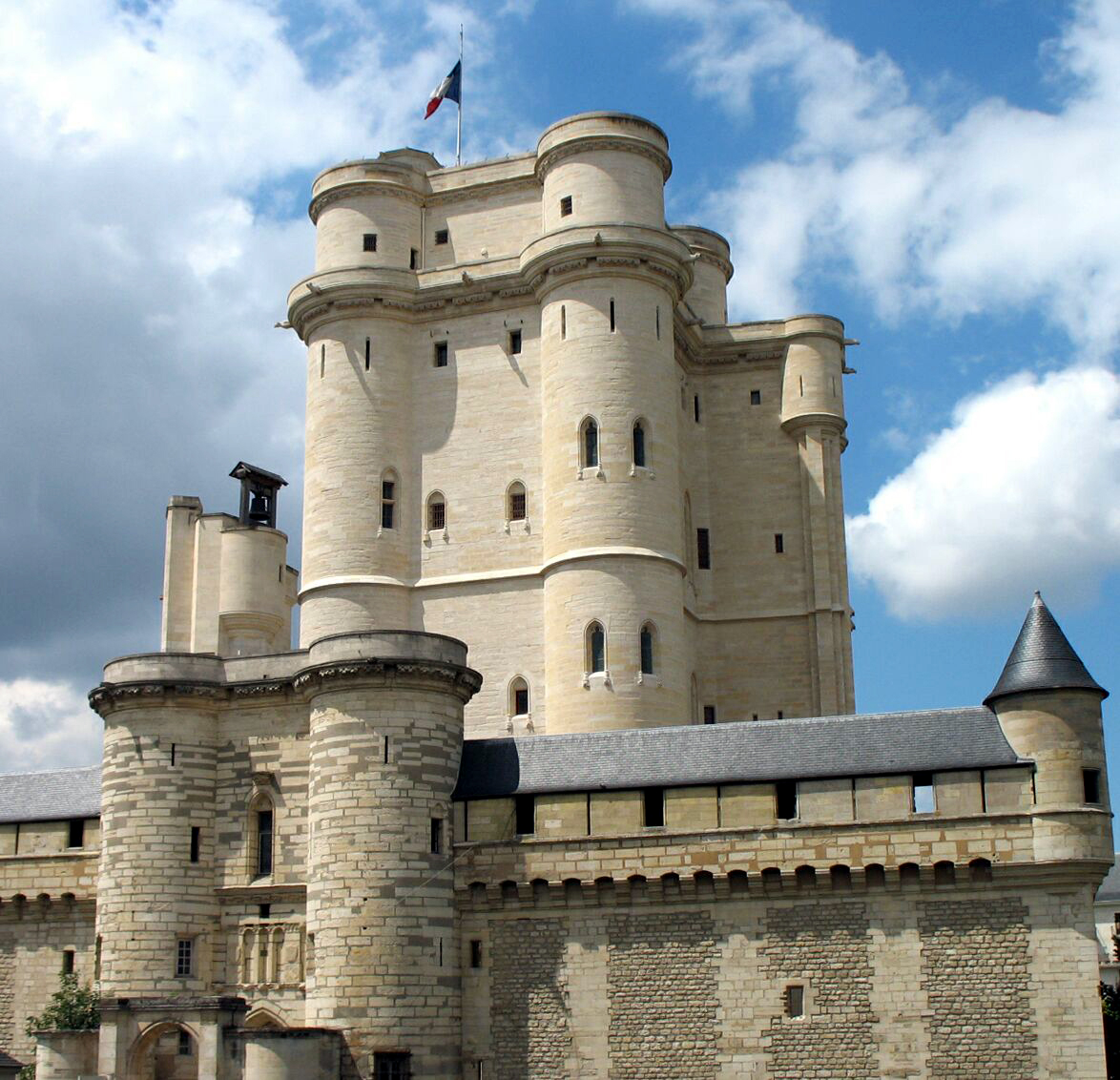
Le Château de Vincennes

Esso ospita il Parco floreale di Parigi, parco urbano e giardino botanico, e l'Arboreto della scuola di Breuil.
A nord del Bois de Vincennes è ubicato lo Château de Vincennes, che fu a lungo utilizzato come seconda residenza da molti re di Francia nel XIV secolo. Oggi è in fase di restauro ed è parzialmente aperto al pubblico. Nel sud-ovest del parco vi è la Redoute de Gravelle, un rifugio militare costruito sotto il regno di Luigi Filippo nel XIX secolo.
Il Bois de Vincennes è anche un sito in cui si praticano diversi sport. Nella zona est è situato un ippodromo adibito alle corse al trotto e il velodromo di Vincennes per le gare di ciclismo su pista, oltre che un istituto nazionale per lo sport.
Nella zona ovest è ubicato uno zoo permanente, costruito nel 1934 in sostituzione di uno più piccolo e temporaneo costruito l'anno prima in occasione della Exposition coloniale internationale.

### Laghi
Il Bois de Vincennes ospita quattro laghi alimentati dal fiume Marna:
- Lac Daumesnil, nell'ovest del parco, ha una superficie di 12 ettari e contiene due isolette
- Lac des Minimes, nel nord-est, occupa un'area di 6 ettari ed ha tre isolette
- Lac de Saint-Mandé, sito nel nord-ovest
- Lac de Gravelle, nel sud-est, ha una superficie di un ettaro